# 卡尔文·加勒特
卡尔文·尤金·加勒特（英語：Calvin Eugene Garrett，1956年7月11日—），美国NBA联盟前职业篮球运动员。他在1979年的NBA选秀中第3轮第47顺位被芝加哥公牛选中。